# Róbert Mak
Róbert Mak (Pozsony, 1991. március 8. –) szlovák válogatott labdarúgó, a Slovan Bratislava játékosa.

## Pályafutása

### Klubcsapatokban

#### 1. FC Nürnberg
A Nürnberg csapatában 19 évesen, 2010 augusztusában lépett pályára. Négy szezont (2010–2014) töltött el itt, 80 Bundesliga-mérkőzésen nyolc gólt szerzett és hét gólpasszt adott.

#### Ferencvárosi TC
A 2020–2021-es szezonban 19 bajnoki mérkőzésen lépett pályára, 1 gólt szerzett és 6 gólpasszt adott. 2021. július 27-én a Žalgiris Vilnius ellen 3–1-re megnyert Bajnokok Ligája-selejtező visszavágó mérkőzés 94. percében mesteri cselsorozat végén állította be a végeredményt.
Két idényben 51 (ebből 32 bajnoki) mérkőzésen lépett pályára, hat (4 bajnoki) gólt szerzett és kilenc gólpasszt adott, két magyar bajnoki címet szerzett.

#### Slovan Bratislava
2024. június 10-én jelentették be, hogy a Slovan Bratislava csapatában folytatja pályafutását.

### A válogatottban
A Szlovák labdarúgó-válogatottban 2013 február 6-án mutatkozott be, a belgák elleni barátságos mérkőzésen. Részt vett a 2016-os és a 2020-as labdarúgó-Európa-bajnokságon.

## Sikerei, díjai
PAÓK
- Görög kupagyőztes (1): 2017–18

 Zenyit
- Orosz bajnok (2): 2018–19, 2019–20
- Orosz kupagyőztes (1): 2019–20
- Orosz Szuperkupa döntőse (1): 2019

 Ferencvárosi TC
- Magyar bajnok (2): 2020–21,[5] 2021–22[6]
- Magyar kupagyőztes (1): 2022[7]

 Sydney
- Ausztrál kupagyőztes (1): 2023

## Statisztika

### A válogatottban
2024. március 23-i állapot alapján lett frissítve.
| Szlovákia | Szlovákia       | Szlovákia |
| Év        | Pályára lépések | Gólok     |
| --------- | --------------- | --------- |
| 2013      | 7               | 1         |
| 2014      | 8               | 2         |
| 2015      | 9               | 4         |
| 2016      | 10              | 2         |
| 2017      | 7               | 0         |
| 2018      | 10              | 2         |
| 2019      | 7               | 1         |
| 2020      | 5               | 1         |
| 2021      | 10              | 1         |
| 2022      | 0               | 0         |
| 2023      | 7               | 2         |
| 2024      | 1               | 0         |
| Összesen  | 81              | 16        |